# Castelnau-d'Auzan
Castelnau-d'Auzan is een plaats en voormalige gemeente in het zuidwesten van Frankrijk, in de streek die vroeger Gascogne werd genoemd en die tegenwoordig administratief gezien in het departement Gers in de Franse regio Occitanie ligt. De inwoners worden Auzanais genoemd. Castelnau-d'Auzan fuseerde op 1 januari 2016 met de gemeente Labarrère tot de gemeente Castelnau d'Auzan Labarrère. 

## Geografie
Castelnau-d’Auzan ligt aan het riviertje de Gélise, 26 km ten oosten van het stadje Condom in Gers, te midden de vruchtbare gronden aan de zoom van het uitgestrekte bos in de Landes. Het dorpje ligt op de waterscheiding tussen de Gélise en de Izaute.
De oppervlakte van Castelnau-d'Auzan bedraagt 44,3 km², de bevolkingsdichtheid is 24,5 inwoners per km². 
Castelnau maakt deel uit van het kanton Montréal waar bij de laatste volkstelling (1999) op een oppervlakte van meer dan 240 km² 4.741 inwoners werden geteld.

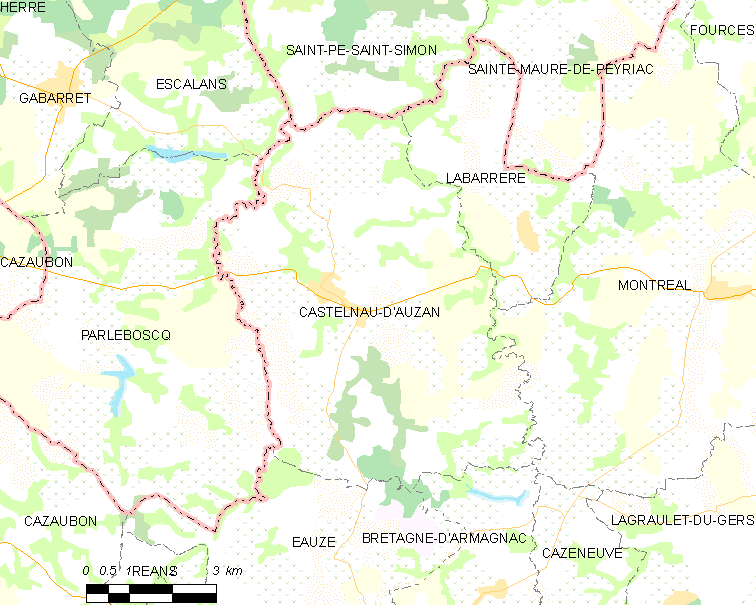
Kaart van Castelnau-d'Auzan

## Geschiedenis
De oudste bebouwing lag rond de kerk Saint-Martin d'Arech. In de 12e eeuw werd een bastide of castelnau gesticht door graaf Bernard V van Armagnac. De naam Castelnau d'Auzan betekent: "Château Neuf in het land van Éauzan". Het kasteel met zijn donjon en de stadsmuren zijn verdwenen, maar in het dorp vindt men er nog restanten van. Vlak bij de ’’place de la Mairie’’ met het gemeentehuis bevindt zich de oudste straat van Castelnau, de "Rue du Canon" die uit de vijftiende eeuw dateert.

## Sociaal-geografische en demografische aspecten
De onderstaande grafiek toont de verandering van de bevolking.
Bron: Institut national de la statistique.
Zoals vele andere gemeenten in de rurale gebieden in Frankrijk heeft Castelnau te maken met een sterke terugloop van de bevolking. In 1962 had het 1.291 inwoners, bij de laatste volkstelling van 1999 nog 1.036, hetgeen neerkomt op een terugval is van 20%. Deze daling zet zich nog steeds voort. Op zoek naar werk trekt de jeugd naar elders. De achterblijvende bevolking verouderd.
De leegloop begon, zoals in vele landelijke gebieden, gedurende de Eerste Wereldoorlog. Vele jongemannen kwamen niet terug naar huis, met alle gevolgen van dien. Door gebrek aan arbeidskrachten begon de tot dan toe welvarende landbouwstreken te krimpen en te verarmen. Dit bracht een instroom van bevolking uit Spanje en Italië op gang.
Na de onafhankelijkheid van Algerije in 1962 werden de naar het moederland terugkerende Fransen aangemoedigd om zich in de Gers te vestigen. Deze immigratiegolven zijn nu volledig geïntegreerd.
Door de recente veranderingen op het gebied van de landbouw kwamen de laatste decennia opnieuw boerderijen vrij wegens gebrek aan opvolging, deze werden vaak overgenomen door noorderlingen op zoek naar een actief, maar landelijk leven.
De laatste jaren is vooral de pensioenimmigratie toegenomen. De nieuwe instroom van bevolking past zich gemakkelijk aan en integreert snel. In Castelnau uit zich dit vooral door gratis lessen Frans voor de nieuwkomers, die er gratis lessen Engels voor teruggeven. Deze taalcursussen worden tot ver in de omtrek zeer geapprecieerd.

## Bijzondere plekken en monumenten
- Église Sainte Marie-Madeleine. In het centrum van Castelnau, een neogotische kerk uit de negentiende eeuw.
- Église Saint Jean de Béziey. Een plattelandskerk uit de elfde eeuw. Bekend om een bron die volgens de overlevering oogziekten zou genezen.
- Église Saint Martin d'Arèch. Uit de vijftiende eeuw, met een bijzondere, cilindervormige klokkentoren.
- Église de Rieupeyroux. De buurtkerk van het oude gehucht Houeillères met een bijzonder smeedijzeren kruis.
- Gemeentehuis
- Notre-Dame de Pibèque. Een regionaal pelgrimsoord met geneeskrachtige bron. De kerk dateert uit de vijftiende eeuw en is een fraaie plattelandskerk.

## Geboren in Castelnau d'Auzan
- Joseph-Nicolas Barbeau du Barran (1761-1816), politicus ten tijde van de Franse Revolutie
- Henri de Mibielle (1841-1910), generaal